# (37675) 1995 AJ1
1995 أي جاي 1 (ويعرف أيضًا باسم (37675) 1995 أي جاي 1 وفق تسمية الكوكب الصغير) (بالإنجليزية: 1995 AJ1)‏ هو كويكب ضمن حزام الكويكبات؛ وترتيبه 37675 من حيث الاكتشاف.
اكتُشف هذا الجُرم الفلكي بواسطة شوهي سوزوكي في 6 يناير 1995.

## وصلات خارجية
- (37675) 1995 AJ1 في قاعدة بيانات مختبر الدفع النفاث لأجرام النظام الشمسي الصغيرة

- الاكتشاف · مخطط المدار ·  العناصر المدارية · المعلمات المادية

- (37675) 1995 AJ1 على موقع ويكي سكاي: DSS2, SDSS, GALEX, IRAS, Hydrogen α, X-Ray, Astrophoto, Sky Map, Articles and images